# La signora delle rose
La signora delle rose è un film muto italiano del 1919, interpretato e diretto da Diana Karenne.

## Trama
Nadia, dopo anni di umiliazioni come violinista in orchestrine di terz'ordine, grazie ad un colpo di fortuna diventa una famosa concertista. Il ricordo delle sofferenze patite la rende incurante dei sentimenti altrui per cui crudelmente porta alla disperazione uomini innamorati e donne tradite. Anche il giovane Lucien si invaghisce di lei perché assomiglia ad Agata, una fidanzata perduta, ma lei lo respinge e lo istiga a suicidarsi. All'ultimo però, pentita, riesce a bloccarlo, ma questo sarà per lei l'inizio di una parabola discendente che la condurrà alla fine.

## Produzione
La signora delle rose fu uno dei primi film interpretati a Roma da Diana Karenne dopo il suo trasferimento da Torino,a seguito della morte, avvenuta nel marzo 1919, di Ernesto Pasquali che l'aveva lanciata come una delle principali attrici cinematografiche degli anni dieci in Italia, ed anche per via dello  spostamento del baricentro della produzione cinematografica verso la capitale, dove l'attrice di origini russe lavorò sia con la "Tespi" che con la "Tiber Film" ormai entrata nell'orbita dalla U.C.I. che infatti distribuirà la pellicola. 

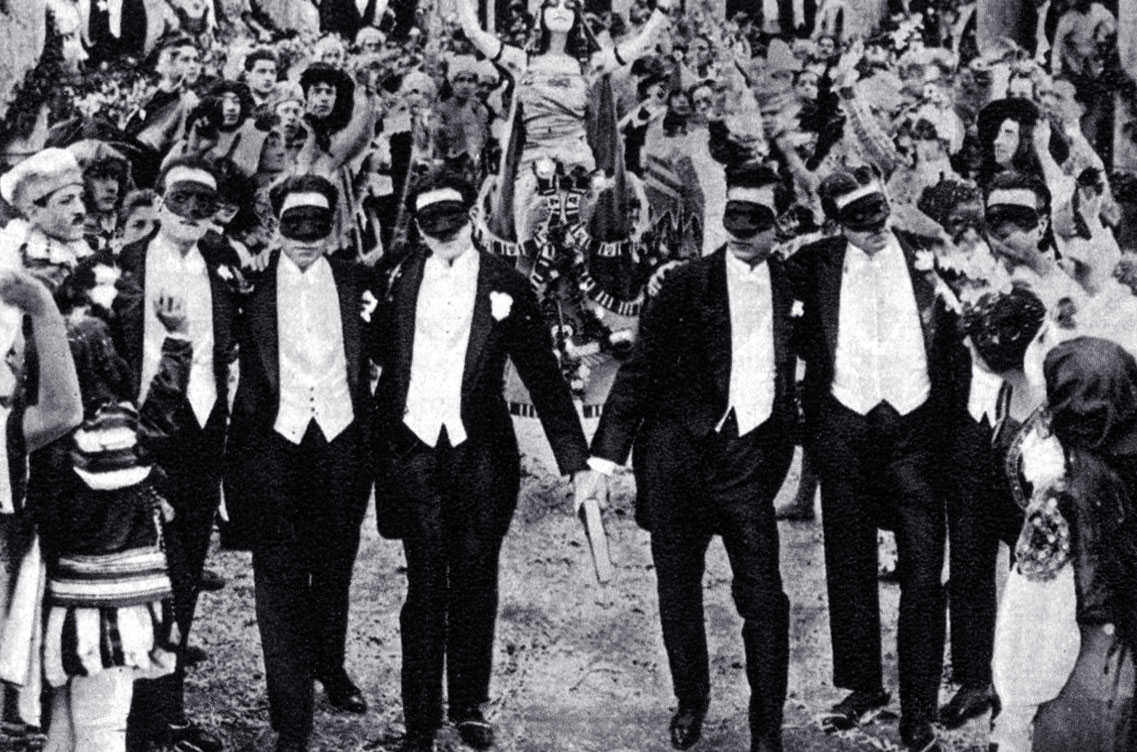
Fotogramma del film, oggi perduto

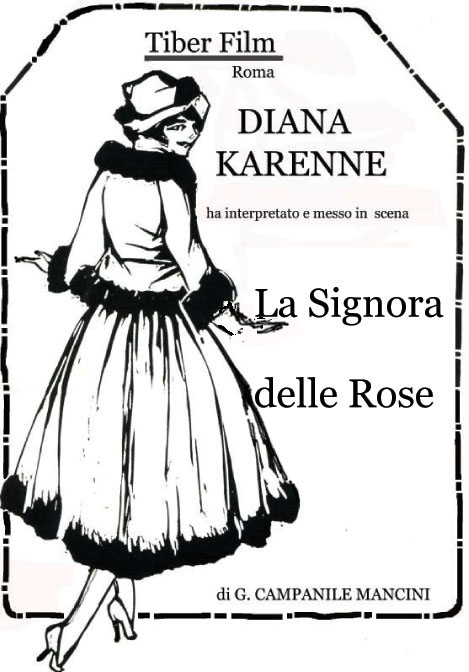
Promozione del film sui periodici del tempo

La casa di produzione romana affidò al giornalista de La Tribuna, nonché direttore dell'ufficio soggetti, Gaetano Campanile Mancini, il compito di ideare vicende adatte alla personalità della Karenne, che si rivelò una «gentile a cara compagna di lavoro, con la quale si stava volentieri» e che volle non solo collaborare alla sceneggiatura, ma anche assumere il ruolo, del tutto insolito per una donna a quei tempi, di regista.
In tal modo si distingueva, almeno in parte, dallo stereotipo divistico in voga in quegli anni, venendo per questo descritta come «una donna d'ingegno che parla poco di se stessa e molto dell'arte, che si fa umile e piccola come una collegiale, come una lavoratrice, e come lavoratrice vuole apparire». Fu affiancata in questo film da Lido Manetti, che girerà assieme a lei alla "Tiber" anche La fiamma e la cenere diretta in questo caso da Antamoro.
La pellicola, presentata come parte della "serie Karenne", fu realizzata nell'estate-autunno del 1919 nello stabilimento della "Tiber" che si trovava nella Villa Sacchetti, in adiacenze della Villa Borghese, nell'area di Valle Giulia ed uscì sugli schermi nel novembre 1919.

## Accoglienza
I commenti del tempo oggi disponibili non ci trasmettono un giudizio positivo sul film, a parte qualche rispettoso accenno all'attività letteraria di Campanile Mancini. Venne infatti descritto come «soliti tappeti, solita pelle di zigrino, di tigri, di leopardo e di altri animali, più o meno ragionevoli. E poi l'eterna donna fatale, anche contro l'azione, anche contro la logica della trama. In ogni lavoro in cui lei entri, la Karenne, è donna fatale, sempre, o lo è prima o lo è dopo, ma la donna  fatale quando c'è lei non manca. Dio! ci pare che basti!».
Oltre a questi commenti negativi, che anticiparono le critiche sulla qualità della cinematografia italiana del primo dopoguerra ancora legata a modalità interpretative anacronistiche e faconde e quindi destinato ad entrare in una crisi di pubblico a fronte di nuovi modi espressivi, altri ne furono avanzati per aver voluto essere la Karenne anche la regista di «un ruminamento letterario, pretenzioso nella forma ma arido nella sostanza, lavoro farraginoso, oscuro, disorganico, incerto e lacrimoso come una prefica. Diana Karenne deve convincersi che non si può interpretare e mettere in scena senza detrimento dell'una e dell'altra cosa», per quanto in seguito vi sia stato chi ha considerato queste critiche come causate dal suo anticonformismo in un ambiente che non apprezzava le donne registe.
Impossibile oggi valutare retrospettivamente le opinioni espresse su questo film dalla critica del tempo in quanto La signora delle rose è attualmente considerato un film perduto.